# Аківальдо Москера
Аківальдо Москера (ісп. Aquivaldo Mosquera, нар. 22 червня 1981, Апартадо) — колумбійський футболіст, що грав на позиції центрального захисника, зокрема за «Атлетіко Насьйональ» та мексиканську «Америку», а також за національну збірну Колумбії.

## Клубна кар'єра
Народився 22 червня 1981 року в Апартадо. Вихованець футбольної школи клубу «Атлетіко Насьйональ». Дорослу футбольну кар'єру розпочав 2000 року в основній команді того ж клубу, в якій провів п'ять сезонів, взявши участь у 126 матчах чемпіонату.  Більшість часу, проведеного у складі «Атлетіко Насьйональ», був основним гравцем захисту команди.
Згодом з 2005 по 2007 рік грав у Мексиці за «Пачуку», звідки перебрався до іспанської «Севільї». У її складі виборов титул володаря Суперкубка Іспанії з футболу.
2009 року повернувся до Мексики, де грав за «Америку», а у 2014–2016 роках знову захищав кольори «Пачуки».
2016 року грав на батьківщині «Депортіво Калі», завершив ігрову кар'єру наступного року в мексиканській команді «Чьяпас».

## Виступи за збірну
2007 року дебютував в офіційних матчах у складі національної збірної Колумбії. У складі збірної був учасником розіграшу Кубка Америки 2011 року в Аргентині.
Загалом протягом кар'єри в національній команді, яка тривала 7 років, провів у її формі 30 матчів, забивши 1 гол.

## Титули і досягнення
- Чемпіон Колумбії (1):

«Атлетіко Насьйональ»: 2005-І
- Чемпіон Мексики (4):

«Пачука»: 2006К, 2007К, 2016К
«Америка»: 2013К
- Володар Південноамериканського кубка (1):

«Пачука»: 2006
- Володар Суперкубка Іспанії з футболу (1):

«Севілья»: 2007
- Володар Кубка чемпіонів КОНКАКАФ (1):

«Пачука»: 2007